# 아사히 나오
아사히 나오(일본어: 朝日 奈央 あさひ なお[*], 1994년 4월 21일 ~ )는 일본의 가수이다. 그룹 전 아이돌링의 멤버이다.일본 사이타마현 출신이다. 친구:스즈키 아이리.